# The Master Game
The Master Game — телепрограма у форматі шахового турніру, яка виходила на каналі BBC2 від 1976 до 1982 року. Усього у Великій Британії показали сім сезонів шоу.

## Ідея та виконання
Після 1972 року, коли Боббі Фішер переміг Бориса Спаського й став чемпіоном світу, подолавши радянську шахову гегемонію, шахи почали здобувати на Заході більшу популярність. Однак спосіб, у який телебачення показувало партії у студії (велика демонстраційна шахівниця, на якій пересували фігури) залишався непривабливим і технічно застарілим. Роберт Тонер, продюсер гри, запропонував поставити чорну підсвічену шахівницю із дзеркалом, на якій магнітом можна було пересувати фігури. Цей задум допоміг реалізувати Джон Боун, дизайнер телестудії в Бристолі. Асистент був одягнений у чорне й пересував фігури у чорних рукавичках. Камера знімала фігури знизу, з-під шахівниці, тому рухи асистента у рукавичках були невидимі, а картинку віддзеркалювали, щоб отримати правильне зображення. До того ж, ведучі та гросмейстери могли використовувати лазерну указку, щоб показувати ті чи інші можливі ходи. Тим, що фігури на екрані пересувалися «самі», для кожної клітинки розроблено окрему підсвітку, завдяки чому гравці могли виділяти головні точки партії, автори зуміли досягти ефекту на кшталт сучасної анімації та комп'ютерної графіки. Технічні новинки, застосовані в програмі, «Бі-Бі-Сі» пізніше використовувала під час трансляцій та аналізу партій матчу на першість світу між А. Карповим і В. Корчним.
Зйомки складалися з двох етапів: спочатку партії грали в студії в Лондоні, шахісти думали вголос і коментували кожен свій хід. На другому етапі запис звуку передавали до студії в Бристолі, де була розміщена вищезгадана скляна дзеркальна шахівниця. Там майстри ще раз грали партію, демонстрували свої ідеї на шахівниці, а паралельно до кожного ходу накладали авдіозапис коментаря ходу, попередньо записаний на лондонській студії.
Шоу вирішили зробити у форматі турніру на виліт: спочатку чвертьфінали, потім півфінали й фінал. У перших двох сезонах (1975—1976 і 1976—1977) у турнірі виступали тільки британські гравці, а починаючи з третього сезону у програмі грали такі шахісти як чемпіон світу Анатолій Карпов, віце-чемпіон світу Віктор Корчной, а також Роберт Бірн, Бент Ларсен, Ян Гайн Доннер, Властіміл Горт, Светозар Глігорич, Лотар Шмід та інші видатні гросмейстери.

## Ведучі, експерти, режисери
Постійним ведучим був Джеремі Джеймс, у ролі експертів виступали англійські майстри — Леонард Барден або Вільям Гартстон. Режисерами в різні роки були Джон Вілкокс, Сандра Вейнрайт, Джеф Волмслі та Джин Довсон.